# 羊角哀
羊角哀（？—？），傳說為戰國时期人物。西漢劉向的《烈士傳》與明代馮夢龍的《喻世明言》中皆有提及。

## 生平
據《喻世明言》記載，楚元王招賢納士，羊角哀應詔前往，路上遇左伯桃，二人結為兄弟，同赴楚都。時值嚴冬，有大風雪，二人又凍又餓，左伯桃將衣物脫下給羊角哀，自己活活凍死。羊角哀至楚都，得上大夫裴仲舉薦，上陳十策，拜中大夫，賜黃金百兩。羊角哀奏請楚王，為左伯桃建墓立祠。

## 爭議
馮夢龍《喻世明言》中羊角哀作春秋人，但其提到的“楚元王”“荆轲”分别处于西汉和战国时期。